# Рукевич, Михаил Иванович
Михаил Иванович Рукевич (1 (12) ноября 1794—30 августа (11 сентября) 1841) — участник дворянского революционного движения начала XIX века, инициатор создания «Общества военных друзей».

## Биография
Родился 1 (12) ноября 1794 года в деревне Гожна (?), Подляшское воеводство; по другим сведениям — в 1796 году. Происходил из белорусского дворянства. Вместе с сёстрами (Антонина — в браке Крамковская, Ксаверия и Корнелия) владел домом в Белостоке. 
В 1812—1814 годах он сражался на стороне Наполеона в Наполеоновских войнах: служил в 1-м гвардейском полку Красинского фурьером. В 1814 году попал в плен на территории Франции, 23 февраля 1815 г. вышел в отставку по болезни.
В 1820 году окончил Виленский университет со степенью кандидата юриспруденции. После окончания университета занимался сельским хозяйством в селе Милкащина Волковысского уезда, а с 1823 г. — в арендованном хуторе Завыки Белостокского уезда.
С 1819 года — член-корреспондент, с 1820 года — руководящий член Филоматического общества; был одним из инициаторов создания его отделения «Общество Лучезарных» (1820), для которого он написал «Молитву Лучезарных», исполнял обязанности «надворного маршала». В 1820 году вместе с З. Новицким создал общество «Согласные братья» (с 1823 года — «Зоряне») в Белостокской гимназии. Также он участвовал в создании Общества филаретов.
В ноябре 1823года был арестован по делу о тайных обществах в Виленском университете, но за недостатком улик освобождён 30 января 1824 года. В 1825 года он инициировал создание организации «Общество военных друзей», куда перешла часть «зорян».
«Общество военных друзей» было главным инициатором выступления Литовского пионерного батальона в 1825 году.
Рукевич был арестован 15 января 1826 года и находился в Белостоке под следствием по делу о выступлении Литовского пионерного батальона. Военным судом был приговорён к смертной казни, но по конфирмации 15 апреля 1827 года был лишён дворянства и отправлен на каторгу на 10 лет с последующим поселением в Сибири. Каторгу отбывал вместе с декабристами в Чите (с 1828 г.) и на Петровском Заводе (с 1830 г.). По указу от 8 ноября 1832 года, в 1833 году был обращён на поселение в деревню Коркино Иркутской губернии, где он стал вести крупную торговлю белками, хлебом и корой, торговал вином.
Умер 30 августа (11 сентября) 1841 года.
Его гражданская жена — Елизавета Ивановна Исакова, уроженка Забайкалья; у них — двое детей.